# Карцахи
Карцахи (груз. კარწახი) или Карцах (з.-арм. Կարցախ) — армянонаселенное село в Ахалкалакском муниципалитете края Самцхе-Джавахетия, Грузия, расположенное на границе с Турцией, на берегу озера Хозапини (носившем прежде название Карцахи)
У села расположено КПП «Карцахи» на границе с Турцией и железнодорожная станция Карцахи на участке Марабда — Карцахи.

## История
Согласно изданному в 1865 году «Гeогpaфичeско-стaтистичecкому cлoваpю Рoссийcкой Импepии» село называлось Карзах и проживало в нем 789 армян. Помимо этого в селе имелась старинная армянская церковь. Тогда же при поселении имелся пограничный с Турцией карантин. По переписи 2014 года в селе проживало 776 человек (все армяне)

## Культура
В Карцахи родился ашуг Дживани (1846—1909), чьей жизни и творчеству посвящён Дом-музей.